# Manfred von Thien
Manfred von Thien (* 1955) ist ein deutscher Journalist. Er war „Beauftragter des Verlegers“ der Mediengruppe Madsack.

## Leben
Manfred von Thien studierte Rechtswissenschaften und Psychologie. Er volontierte beim zur Axel Springer AG gehörenden Hamburger Abendblatt und leitete dort die Lokalredaktion. Er war Chefredakteur der Hamburger Morgenpost und ab Oktober 1996 als Nachfolger von Wolfgang Kryszohn der Berliner Boulevardzeitung B.Z., die im Ullstein Verlag, einem Springer-Tochterunternehmen, erscheint. Im Juni 1998 löste ihn dort Franz Josef Wagner ab. Von Thien hatte versucht, die schrumpfende B.Z.-Auflage durch das „Allheilmittel Sex“ zu retten.
Von Thien wurde zeitweilig als „Chefredakteur für besondere Aufgaben“ im Axel Springer Verlag eingesetzt. Zum 1. Januar 1999 trat er bei den Lübecker Nachrichten, zu diesem Zeitpunkt eine 49-Prozent-Tochter von Springer, die Nachfolge Thomas Lubowskis als Chefredakteur an. 2006 wurde dort Ulrich Exner, den von Thien als einen seiner Stellvertreter von der Hamburger Morgenpost zu den Lübecker Nachrichten geholt hatte, sein Nachfolger. Von Thien übernahm am 1. April 2006 die Chefredaktion der Ostsee-Zeitung (OZ) in Rostock, einer damals zu gleichen Teilen gemeinsamen Tochterfirma der Axel Springer AG und der Lübecker Nachrichten GmbH. Sein Vorgänger Gerhard (Gerd) Spilker, der ab 1990 OZ-Chefredakteur gewesen war, hatte den Rostocker Verlag Ende 2005 verlassen müssen, nachdem die Springer-Zeitung Die Welt berichtet hatte, Spilker sei von 1967 bis 1980 Stasi-IM gewesen.
2008 kehrte von Thien nach Lübeck zurück; in Rostock wurde Jan Emendörfer Chefredakteur. In Lübeck wurde von Thien zum Redaktionsdirektor der Redaktions-Service-Gesellschaft (R. S. G.) ernannt, eines als gemeinsame Tochter der Verlage Lübecker Nachrichten und Ostsee-Zeitung gegründeten Redaktionsunternehmens. In dieses Unternehmen wurden Redakteure sowohl der Lübecker Nachrichten als auch der Ostsee-Zeitung überführt, um gemeinsame Mantel- und Service-Seiten für beide Zeitungen zu produzieren. Die R.S.G. sollte ihre Arbeit im April 2008 aufnehmen, startete jedoch erst im Juli 2008. Im Februar 2009 übernahm von Thien zusätzlich zu seiner Funktion als R.S.G.-Redaktionsdirektor erneut die Aufgabe als Chefredakteur der Lübecker Nachrichten. Er löste Ulrich Exner ab, der stellvertretender Chefredakteur der Berliner Morgenpost wurde. Im März 2011 wurde von Thien „Beauftragter des Verlegers“ der Mediengruppe Madsack. Seine Aufgabe war es, die Zusammenarbeit der 17 Tageszeitungen des Konzerns zu koordinieren.
Von Thien trat von dieser Position im Juli 2013 auf eigenen Wunsch zurück und gehört dem Hause Madsack nunmehr als Berater an.
Seit 2016 arbeitet er freiberuflich als Berater für Verleger, Geschäftsführer und Chefredakteure sowie als Trainer für Redaktionen.
Von Thien ist verheiratet und lebt in Hamburg und auf Ibiza.